# Dennis Ralston
Richard Dennis ”Denny” Ralston, född 27 juli 1942 i Bakersfield, Kalifornien, död 6 december 2020 i Austin, Texas, var en amerikansk högerhänt tennisspelare, särskilt framgångsrik som dubbelspelare. Dennis Ralston rankades som en av USA:s 10 bästa tennisspelare under hela perioden 1960-66. Han var den förste efter Donald Budge (1936-38) som rankades som etta tre år i följd (1963-65). Han rankades 1963-66 bland världens 10 bästa amatörspelare. Under den senare delen av karriären, från 1968, var han professionell spelare och efter det första året som sådan rankades han åter som en av världens 10 bästa spelare. Ralston vann totalt 5 dubbeltitlar i Grand Slam (GS)-turneringar och spelade dessutom ytterligare i 9 GS-finaler inkluderande en i singel. Som proffs vann han en singel- och 5 dubbeltitlar.
Ralston upptogs 1987 i International Tennis Hall of Fame.

## Tenniskarriären
Sina största framgångar nådde Ralston som dubbelspelare. Han vann 1963-64 dubbeltitlarna i Intercollegiate Championships. Sin första GS-titel vann han i Wimbledonmästerskapen 1960, då han oseedad, endast 17 år och 11 månader gammal,  tillsammans med mexikanen Rafael Osuna besegrade Mike Davies/Bob Wilson i dubbelfinalen med 7-5, 6-3, 10-8. Tillsammans med landsmannen Chuck McKinley vann han sedan 3 gånger dubbeltiteln i Amerikanska mästerskapen. Första segern i den turneringen vann paret 1961 genom finalseger över det mexikanska paret Osuna/Antonio Palafox (6-3, 6-4, 2-6, 13-11). Året därpå möttes de båda motståndarparen igen i finalen, denna gång vann mexikanerna. I finalen 1963 fick amerikanerna revansch och besegrade Osuna/Palafox med 9-7, 4-6, 5-7, 6-3, 11-9. Ralston vann också dubbeltiteln 1964 tillsammans med McKinley och 1966 också dubbeltiteln i Franska Mästerskapen med Clark Graebner. Han är den förste spelare som vunnit amerikanska dubbeltitlar på alla 4 underlag (gräs, grus, inomhus och hard-court).
Som singelspelare var Ralston också skicklig. Han vann singeltiteln i Intercollegiate Championships 1963 och 1964. Han nådde singelfinalen i Wimbledon 1966 där han mötte spanjoren Manuel Santana som besegrade honom med 6-4, 11-9, 6-4. År 1970 besegrade Ralston världsettan Rod Laver i åttondelsfinalen i US Open (7-6, 7-5, 5-7, 4-6, 6-3).
Dennis Ralston deltog i det amerikanska Davis Cup-laget 1960-66 och var dessutom icke spelande kapten för laget 1972-75. Ralston är en av de få spelare som vunnit cup-titeln både som spelare (1963) och som kapten (1972). Han var dessutom det segrande amerikanska lagets tränare 1968-71. Som aktiv spelare i laget vann han totalt 25 av 34 spelade matcher.

## Spelaren och personen
Dennis Ralston var en mycket kraftfull spelare med en "dundrande" serve, välplacerade hårda grundslag och mycket god volley. Hans ofta okontrollerade temperament, med utbrott av ilska som inverkade menligt på hans koncentration, har beskrivits som hans största svaghet som tennisspelare.
Han arbetade 2007 som ledare och tränare vid tennisanläggningen vid Broadmoor resort, Colorado Springs.

## Grand Slam-titlar
- Franska mästerskapen
  - Dubbel - 1966
- Wimbledonmästerskapen
  - Dubbel - 1960
- Amerikanska mästerskapen
  - Dubbel - 1961, 1963, 1964